# Izotov
Izotov je priimek več oseb:
- Vladimir Ivanovič Izotov, sovjetski general
- Nikita Aleksejevič Izotov, sovjetski delavec
- Eugene Izotov, rusko-ameriški oboist